# La Chartre-sur-le-Loir
La Chartre-sur-le-Loir – miejscowość i gmina we Francji, w regionie Kraj Loary, w departamencie Sarthe.
Według danych na rok 1990 gminę zamieszkiwało 1669 osób, a gęstość zaludnienia wynosiła 201 osób/km² (wśród 1504 gmin Kraju Loary La Chartre-sur-le-Loir plasuje się na 370. miejscu pod względem liczby ludności, natomiast pod względem powierzchni na miejscu 1076.).

## Miasta partnerskie
- Syke, Niemcy